# Meise
Meise là một đô thị ở tỉnh Vlaams-Brabant. Đô thị này bao gồm các thị xã Meise và Wolvertem. Tại thời điểm ngày 1 tháng 1 năm 2006, Meise có dân số 18.464 người. Tổng diện tích là 34,82 km² với mật độ dân số là 530 người trên mỗi km².